# Расследование ФБР в отношении обращения Дональда Трампа с правительственными документами
Расследование ФБР в отношении обращения Дональда Трампа с президентскими документами — продолжающееся уголовное расследование Федерального бюро расследований США в отношении обращения бывшего президента Дональда Трампа с секретными правительственными документами, что могло нарушить Закон о шпионаже и воспрепятствовании правосудию. Расследование проводится под руководством Кристофера Рея, которого Трамп назначил в 2017 году на замену Джеймсу Коми.

## Первоначальные заявления об украденных документах
Переговоры между администрацией Трампа и Национальным управлением архивов и документации (NARA) относительно передачи документов, связанных с администрацией Трампа, начались в конце 2020 года. Согласно Закону о президентских архивах (44 U.S.C. §§ 2201-2209), любые президентские документы при нынешней администрации должны быть переданы Архивисту США к концу их срока полномочий. Глава аппарата Белого дома Марк Медоуз сообщил Национальному архиву в течение этого периода, что он позаботится о документах. 18 января 2021 года по меньшей мере два движущихся грузовика были замечены возле Мар-а-Лаго, частной резиденции Трампа в Палм-Бич, штат Флорида. На фотографии, сделанных в день его отъезда, видны коробки с материалами, которые он взял с собой.
В мае 2021 года Национальному архиву станет известно о пропаже документов. Среди пропавших материалов были письма с перепиской с Ким Чен Ыном и поздравительное письмо от бывшего президента Барака Обамы. 6 мая Гэри Стерн, главный юрисконсульт Национального архива, отправил электронное письмо представителям Трампа, в том числе Патрику Филбину, чтобы сообщить им, что такой материал отсутствует. В электронном письме Стерн назвал Пэта Чиполлоне свидетелем документов, указав две дюжины коробок, которые находились в Белом доме, но не были переданы в Национальный архив. Скотт Гаст, представитель Трампа, ответил Стерну, передав ему записку, в которой сообщалось, что Трамп вернёт его переписку с Ким Чен Ыном, хотя Трампу было неясно, как действовать дальше. Сотрудник архива рекомендовал FedEx в качестве способа передачи документов; помощники Трампа возражали против этой идеи, и письма не были возвращены. Трамп показывал эти письма людям в своём офисе, что привело к тому, что Медоуз связался с Филбином, пытаясь выяснить, как облегчить возврат этих документов.
Адвокаты Трампа сообщат Национальному архиву в декабре, что они нашли 12 коробок с документами в Мар-а-Лаго.

## Предыстория
В январе 2022 года Национальное управление архивов и документации (NARA) начало процесс возвращения 15 коробок, вывезенных из Белого дома в конце срока полномочий Трампа, в его частное поместье Мар-а-Лаго, и успешно провело переговоры с адвокатами Трампа о возвращении документов. Среди того, что содержалось в документах, была секретная информация.
После обнаружения Национальный архив сообщил об инциденте в Министерство юстиции, а Комитет Палаты представителей по надзору и реформе начал расследование документов. Министерство юстиции проинструктирует Национальный архив не сообщать комитету больше никаких подробностей об этих документах, подразумевая, что ФБР начинает отдельное расследование. В мае 2022 года Министерство юстиции вызвало в суд Национальный архив в попытке получить документы и опросило нескольких чиновников Белого дома, которые присутствовали в дни, предшествовавшие уходу Трампа из Белого дома, что, по-видимому, подтвердило, что Министерство юстиции начало расследование большого жюри в отношении документов. Из документов, извлеченных NARA из Мар-а-Лаго, Архивисты и федеральные агенты установили, что 184 уникальных документа имели гриф секретности, из которых 25 были помечены как «совершенно секретно», 92 «секретно» и 67 «конфиденциально». Некоторые материалы регулировались специальными программами доступа (SAP), типом протокола, зарезервированного для чрезвычайно конфиденциальных операций США, проводимых за рубежом, предназначенных для значительного ограничения доступа к информации.

## Расследование

### Запись с камер наблюдения Мар-а-Лаго
22 июня 2022 года Министерство юстиции запросило в суд видеозапись с камер наблюдения из Мар-а-Лаго в подвале, где хранились записи. Согласно New York Times, источники, знакомые с записями, сообщили, что «на видео видно, как коробки выносят из камеры хранения примерно в то же время, когда с ними связался представитель Министерства юстиции. И на нём также было видно, как коробки складывали в разные контейнеры, что встревожило следователей».

### Обыск ФБР в Мар-а-Лаго
8 августа 2022 года ФБР выдало ордер на обыск в Мар-а-Лаго, изъяв множество документов и начав расследование этих документов.
В общей сложности агенты ФБР изъяли 26 коробок из Мар-а-Лаго, в том числе 11 комплектов секретных правительственных материалов, из которых один комплект был совершенно секретным / конфиденциальная информация (TS / SCI), четыре комплекта были классифицированы как совершенно секретные, три комплекта были классифицированы как секретные, и три комплекта документов были классифицированы как конфиденциальные. TS/SCI — максимально возможная классификация, и предполагается, что её можно читать исключительно в охраняемых правительственных учреждениях. 26 августа 2022 года ФБР опубликовало частично отредактированные показания под присягой, использованные для получения ордера на обыск. Показания под присягой показали, что «значительное число гражданских свидетелей» предоставили информацию, которая привела ФБР к выводу о наличии вероятных причин для нарушений Закона о шпионаже и препятствования правосудию.

#### Ответ Дональда Трампа
Трамп утверждал, что он издал «постоянный приказ» о рассекречивании всех материалов, доставленных в Мар-а-лаго, хотя нет никаких известных документов об этом приказе, и ни один из законов, упомянутых в расследовании, не требует, чтобы документы содержали секретную информацию. Команда юристов Трампа также подала в суд с просьбой назначить «Специального мастера», который гарантировал бы, что министерство юстиции вернёт любые его личные вещи, изъятые во время обыска. Трамп также предположил, без доказательств, что ФБР подбросили секретные документы, изъятые во время обыска, и что сам обыск был ненужным, заявив, что «правительство могло бы получить всё, что они хотели, если бы это было у нас».

### Уголовные обвинения
9 июня 2023 года Дональд Трамп сообщил, что его адвокатов уведомили о предъявлении ему обвинений. Они, по его словам, «по-видимому, связаны с коробками» с секретными документами, которые нашли в его поместье. Трампа обязали явиться в федеральный суд Майами 13 июня.